# 永恆 (漫畫)
永恆是一名出現在漫威漫畫中的宇宙神祇，時間及宇宙的擬人化，擁有強大的力量，為五大神之一。

## 人物
永恆（Eternity）是一個代表時間及宇宙意志的抽象實體，也是一切生命的集體意識。與其它的宇宙實體一樣，代表了宇宙最重要的三種力量：公平、需要和復仇。
永恆同時也是五大神之一，其他的五大神分別為無限、湮滅、死亡以及行星吞噬者；其中行星吞噬者象徵公平、永恆與無限象徵需要、湮滅與死亡象徵復仇。永恆與祂們的關係情同手足。
永恆也有創造出幾個"子女"，如 Empathy、Eulogy、Expediency、熵、Epiphany、Enmity 以及宙。
永恆雖然強大，卻經常有敗績，如與其他宇宙實體一同被持有無限寶石的薩諾斯囚禁。祂也常有明顯弱化的表現，如被夢魘囚禁、被多瑪暮摧毀一個分身。
當驚奇四超人因拯救行星吞噬者而被宇宙各族審判時，永恆受行星吞噬者之邀降臨會場，然後瞬間將在場的數百萬名圍觀者與宇宙同化，讓他們明白行星吞噬者是宇宙自然秩序的一部分，驚奇四超人因此無罪釋放。
永恆曾經以人類形態跟奇異博士交談，祂的假名為亞當。永恆從多瑪暮手中解救過奇異博士，奇異博士也從夢魘手中解放過永恆。之後永恆又一次被夢魘抓住，這使得地球毀滅，所幸在奇異博士及古一將祂救出後被其修復。
蟻人曾經不斷變大，直到突破了現實進入宇宙實體們的領域，在那裡他遇見了永恆，永恆欽點他為地球的至尊科學家，同時還依照蟻人對科學的目的而給了他「魔術師」的稱號，因為蟻人認為科學是使不可能成可能，同時也給神奇先生「探險家（發現和欣賞）」、鋼鐵人「工程師（改變世界及命運的力量）」的稱號。

## 其他媒體

### 電影
- 漫威電影宇宙
  - 《雷神奇俠4：愛與雷霆》（2022年）：永恆首次以實體化形象登場，出現於永恆神廟中，能實現首個進入此地的人任何願望。